# 道格·麦克奎斯逊
道格·麦克奎斯逊是NASA行星科学部门中火星探测项目的主管。他负责了大多数火星科研项目，诸如：确定火星上是否存在生命，描绘火星上的气候与地理，以及为人类登陆火星做准备等。

## 荣誉
他获得过两个NASA Exceptional Achievement Medal,两个海军荣誉奖章，以及其他一系列奖项与荣誉。